# Марлборо (Њу Хемпшир)
Марлборо (енгл. Marlborough) насељено је место без административног статуса у америчкој савезној држави Њу Хемпшир.

## Демографија
По попису из 2010. године број становника је 1.094, што је 5 (0,5%) становника више него 2000. године.
| Група             | 2000.         | 2010.         |
| Белци             | 1.068 (98,1%) | 1.050 (96,0%) |
| Афроамериканци    | 2 (0,2%)      | 7 (0,6%)      |
| Азијати           | 2 (0,2%)      | 7 (0,6%)      |
| Хиспаноамериканци | 10 (0,9%)     | 12 (1,1%)     |
| Укупно            | 1.089         | 1.094         |